# James Vanlandschoot
James Vanlandschoot (Brugge, 26 augustus 1978) is een voormalig Belgisch wielrenner. 
Vanlandschoot, professional sinds 2001, begon zijn carrière bij Vlaanderen-T-Interim. In 2004 verruilde hij deze ploeg voor het Spaans-Belgische Relax-Bodysol.
Sinds 2010 rijdt hij voor Vérandas Willems. Zijn opvallendste resultaat is een derde plaats in de semi-klassieker GP Rudy Dhaenens in 2002. In 2010 wist hij het Herfstcriterium in Oostrozebeke te winnen na een imposante spurt waar hij Stijn Devolder het nakijken gaf. Hij eindigde in 2015 zijn carrière bij Wanty-Groupe Gobert.

## Overwinningen
2000
3e etappe Triptyque des Monts et Châteaux
1e etappe Tweedaagse van de Gaverstreek
Eindklassement Tweedaagse van de Gaverstreek

## Resultaten in voornaamste wedstrijden
| Jaar | Gent-Wevelgem | Ronde van Vlaanderen | Parijs-Roubaix | Amstel Gold Race | Luik-Bast.‑Luik | Parijs-Tours |
| ---- | ------------- | -------------------- | -------------- | ---------------- | --------------- | ------------ |
| 2001 |               | opgave               |                |                  |                 |              |
| 2002 |               | opgave               |                |                  |                 |              |
| 2003 |               | 91e                  |                |                  |                 |              |
| 2004 |               | opgave               |                | opgave           |                 |              |
| 2005 |               | opgave               | opgave         |                  |                 | 69e          |
| 2006 |               |                      |                |                  | opgave          | opgave       |
| 2007 |               | opgave               |                |                  |                 |              |
| 2008 | 94e           | opgave               |                |                  |                 |              |
| 2011 |               | 72e                  |                | 78e              |                 |              |
| 2012 |               | opgave               |                |                  |                 | 23e          |
| 2013 | 26e           | 78e                  |                |                  |                 | 110e         |
| 2014 | opgave        | 101e                 | 79e            | opgave           |                 |              |
| 2015 |               | 129e                 | opgave         |                  |                 |              |

## Ploegen
- 2000- Spor-OKI-Daewoo (stagiair vanaf 1-9)
- 2001- Vlaanderen-T-Interim
- 2002- Vlaanderen-T-Interim
- 2003- Vlaanderen-T-Interim
- 2004- Relax-Bodysol
- 2005- Landbouwkrediet-Colnago
- 2006- Landbouwkrediet-Colnago
- 2007- Landbouwkrediet-Tönissteiner
- 2008- Mitsubishi-Jartazi
- 2009- Vérandas Willems
- 2010- Vérandas Willems
- 2011- Veranda's Willems-Accent
- 2012- Accent.Jobs-Willems Veranda's
- 2013- Accent.Jobs-Wanty
- 2014- Wanty-Groupe Gobert
- 2015- Wanty-Groupe Gobert